# Saint-Michel-sur-Loire
Saint-Michel-sur-Loire foi uma comuna francesa na região administrativa do Centro, no departamento Indre-et-Loire. Estendia-se por uma área de 17,26 km². Em 2010 a comuna tinha 629 habitantes (densidade: 36,4 hab./km²).
Em 1 de janeiro de 2017, passou a formar parte da nova comuna de Coteaux-sur-Loire.